# فرانك كريج باندولف
نائب أدميرال فرانك كريج باندولف (بالإنجليزية: Frank Craig Pandolfe)‏، أحد قائدة الأسطول الأمريكي السادس، في الفترة منذ عام 2011 وحتى أكتوبر 2013، بعد تقاعده أصبح مختصًا بتقديم المشورة العسكرية للرئيس الأمريكي ووزير دفاعه، بالإضافة للمسؤولين عن إدارة مجلس الأمن القومي، منذ 4 ديسمبر 2013، بالإضافة إلى رسم السياسات الاستراتيجية الخاصة بالشؤون العسكرية.

## حياته المهنية
- بدأ حياته في إقليم نيو إنجلاند، الذي يضم 6 ولايات أمريكية.
- تخرج بدرجة «امتياز» في الأكاديمية البحرية الأمريكية، عام 1980
- حصل على شهادة الدكتوراه في العلاقات الدولية من كلية فليتشر للقانون والدبلوماسية في جامعة تافتس الأمريكية، عام 1987.
- خدم في وحدات عسكرية عدة، منها (USS)، و(ديفيد ر راي)، (DD971)، و(يو إس إس جون هانكوك)، (DD 981)، و(يو إس إس هيو سيتي)، و(م 66)، و(فورستال يو إس إس)، و(CV 59).
- نال 3 جوائز بسبب تميزه في المعارك البحرية
- قائد للمدمرة «سرب»، بالإضافة إلى عمله قائدًا للمجموعات القتالية، التي نقلت القوات الأمريكية إلى العراق.
- نال وسام خدمة الدفاع العليا الأمريكي، ووسام الاستحقاق عن تميزه في الخدمة العسكرية، بالإضافة إلى الجوائز، التي حصل عليها طوال مدة خدمته.
- في الفترة من عام 2008 إلى 2009، قاد مجموعة قتالية بحرية أمريكية تولت مهام تأمين قوات بلاده في أفغانستان.
- شغل منصب المساعد التنفيذي لرئيس هيئة الأركان البحرية الأمريكية وهيئة الأركان المشتركة، فضلًا عن كونه المساعد العسكري والمستشار لنائب رئيس الولايات المتحدة.